# Liste der denkmalgeschützten Objekte in Stříbro
Grundlage dieser Liste der denkmalgeschützten Objekte in Stříbro ist die ÚSKP-Liste (Ústřední seznam kulturních památek České republiky, deutsch Zentrale Liste der Kulturdenkmäler der Tschechischen Republik), die von der tschechischen Denkmalschutzbehörde NPÚ (Národní památkový ústav, deutsch Nationale Denkmalbehörde) seit 1987 geführt wird und an die seit dem Jahr 1850 geschaffenen Listen anschließt.

## Denkmalgeschützte Objekte nach Ortsteilen

### Stříbro
| Lage                                               | Objekt                            | Beschreibung                                                                                    | ÚSKP-Nr.                  | Bild                             |
| -------------------------------------------------- | --------------------------------- | ----------------------------------------------------------------------------------------------- | ------------------------- | -------------------------------- |
| Stříbro ()                                         | Stadtbefestigung                  | Stadtbefestigung                                                                                | 53515/4-1922 Info Katalog |                                  |
| Stříbro, ul. Na Výsluní (Standort)                 | Friedhofskirche Mariä Himmelfahrt | Friedhofskirche Mariä Himmelfahrt                                                               | 36879/4-1929 Info Katalog | weitere Bilder                   |
| Stříbro, bei der Landstraße nach Únehle (Standort) | Peterskirche                      | Peterskirche                                                                                    | 37746/4-1928 Info Katalog | weitere Bilder                   |
| Stříbro, Kostelní náměstí (Kirchplatz) (Standort)  | Allerheiligenkirche               | Allerheiligenkirche, erbaut 1754                                                                | 39988/4-1927 Info Katalog | weitere Bilder                   |
| Stříbro (Standort)                                 | Brücke mit Turm und Nepomuksäule  | Brücke mit Turm und Nepomuksäule                                                                | 18390/4-1924 Info Katalog | Brücke mit Turm und Nepomuksäule |
| Stříbro, Masarykovo náměstí (Standort)             | Figurengruppe                     | Figurengruppe                                                                                   | 36586/4-1926 Info Katalog | Figurengruppe                    |
| Stříbro, Masarykovo náměstí 1 (Standort)           | Rathaus                           | Rathaus, Umgestaltung mit Sgraffito-Dekoration (1882-1886) durch Victor Schwerdtner (1846-1926) | 32144/4-1925 Info Katalog | weitere Bilder                   |
| Stříbro, Masarykovo náměstí 6 (Standort)           | Wohnhaus                          | Wohnhaus                                                                                        | 36199/4-1932 Info Katalog | Wohnhaus                         |
| Stříbro, Masarykovo náměstí 7 (Standort)           | Wohnhaus                          | Wohnhaus                                                                                        | 17261/4-1933 Info Katalog | BW                               |
| Stříbro, Masarykovo náměstí 8 (Standort)           | Wohnhaus                          | Wohnhaus                                                                                        | 15853/4-1934 Info Katalog | BW                               |
| Stříbro, Masarykovo náměstí 9 (Standort)           | Wohnhaus                          | Wohnhaus                                                                                        | 33031/4-1935 Info Katalog | BW                               |
| Stříbro, Masarykovo náměstí 10 (Standort)          | Wohnhaus                          | Wohnhaus                                                                                        | 24054/4-1936 Info Katalog | BW                               |
| Stříbro, Masarykovo náměstí 13 (Standort)          | Wohnhaus                          | Wohnhaus                                                                                        | 33779/4-1937 Info Katalog | Wohnhaus                         |
| Stříbro, Masarykovo náměstí 14 (Standort)          | Wohnhaus                          | Wohnhaus                                                                                        | 44719/4-1938 Info Katalog | BW                               |
| Stříbro, Masarykovo náměstí 15 (Standort)          | Wohnhaus                          | Wohnhaus                                                                                        | 10469/4-4774 Info Katalog | BW                               |
| Stříbro, Masarykovo náměstí 20 (Standort)          | Minoritenkloster                  | Minoritenkloster                                                                                | 23876/4-1930 Info Katalog | Minoritenkloster                 |
| Stříbro, Masarykovo náměstí 61 (Standort)          | Wohnhaus                          | Wohnhaus                                                                                        | 23405/4-1939 Info Katalog | BW                               |
| Stříbro, Masarykovo náměstí 447 (Standort)         | Wohnhaus, Portal                  | Wohnhaus, Portal                                                                                | 45925/4-1931 Info Katalog | Wohnhaus, Portal                 |
| Stříbro, Benešova 152 (Standort)                   | Wohnhaus, Portal                  | Wohnhaus, Portal                                                                                | 16624/4-1944 Info Katalog | BW                               |
| Stříbro, Dostojevského 189 (Standort)              | Wohnhaus                          | Wohnhaus                                                                                        | 13843/4-4676 Info Katalog | BW                               |
| Stříbro, Husova 93 (Standort)                      | Wohnhaus                          | Wohnhaus                                                                                        | 18090/4-1940 Info Katalog | BW                               |
| Stříbro, Husova 94 (Standort)                      | Wohnhaus                          | Wohnhaus                                                                                        | 31271/4-1941 Info Katalog | BW                               |
| Stříbro, Husova 95 (Standort)                      | Wohnhaus                          | Wohnhaus                                                                                        | 38136/4-1942 Info Katalog | BW                               |
| Stříbro, Mánesova 157 (Standort)                   | Wohnhaus                          | Wohnhaus                                                                                        | 50151/4-5164 Info Katalog | BW                               |
| Stříbro, Žižkova 64 (Standort)                     | Wohnhaus                          | Wohnhaus                                                                                        | 14249/4-1943 Info Katalog | BW                               |
| Stříbro, 4 km nordöstlich des Ortes ()             | Grabhügel                         | Grabhügel, archäologische Spuren                                                                | 28058/4-4064 Info Katalog |                                  |

### Milíkov
| Lage                          | Objekt  | Beschreibung                 | ÚSKP-Nr.                  | Bild |
| ----------------------------- | ------- | ---------------------------- | ------------------------- | ---- |
| Milíkov, Dorfplatz (Standort) | Kapelle | Kapelle                      | 30398/4-1816 Info Katalog | BW   |
| Milíkov ()                    | Feste   | Feste, archäologische Spuren | 31131/4-1957 Info Katalog |      |

### Těchlovice
| Lage                                            | Objekt               | Beschreibung         | ÚSKP-Nr.                  | Bild |
| ----------------------------------------------- | -------------------- | -------------------- | ------------------------- | ---- |
| Těchlovice, am südöstlichen Ortsrand (Standort) | Kapelle Maria Schnee | Kapelle Maria Schnee | 10564/4-5004 Info Katalog | BW   |